# Microsoft Plus!
Microsoft Plus! era un pacchetto ufficiale di add-on (temi, salvaschermo e giochi) per Windows, uscito nella sua prima incarnazione con Windows 95, e pubblicato dalla Microsoft stessa.
Aggiungeva al sistema operativo importanti estensioni come il celebre programma per l'applicazione e la gestione semplificata di temi estetici.
In seguito all'installazione veniva inoltre sostituita la schermata di caricamento del sistema operativo (il file Logo.sys).
Il pacchetto ebbe un discreto successo in termini di vendite.
Successivamente nel 1998 Microsoft distribuì Microsoft Plus! 98 per Windows 98, che si presentava come una versione migliorata e aggiornata di Windows 95 Plus!.
Con l'uscita sul mercato di Windows XP la Microsoft decise di riproporre sul mercato Microsoft Plus! for Windows XP.
Nel 2007, poco dopo il debutto di Windows Vista, Microsoft pubblicò Windows Vista Plus! che conteneva 4 giochi aggiuntivi per il suddetto sistema operativo.

## Microsoft Plus! per Windows 95
Questa è stata la prima versione di Plus e inizialmente negli USA costava 49,99$. Include il videogioco di flipper Space Cadet Pinball, l’Internet Jumpstart kit (che contiene Internet Explorer 1.0), DriveSpace 3, l’utility di Compression Agent disk, l'uscita iniziale di supporto ai temi grafici con un set di 12 temi inclusi, un server di rete dial-up, uno strumento di dial-up scripting, strumenti e miglioramenti grafici come i font con applicato l’antialiasing, l’abilità di spostare finestre estese, l’abilità di ridimensionare lo sfondo alla grandezza dello schermo e icone con definizione di colore più alta.
Era incluso, come facente parte di System Agent, il Task scheduler (Gestione attività) come comparso nelle successive versioni di Windows, e anche una utility per notificare l’esaurimento dello spazio disco (DiskAlm.exe).
I file di screensaver e sfondi includevano immagini del Codice Leicester, che Bill Gates acquistò nel 1994.
Inizialmente Plus veniva reclamizzato per le ulteriori novità che metteva a disposizione dei computer performanti; i requisiti minimi di sistema erano un processore 80386 con 8mb di RAM.
Le uscite successive di Windows 95 (OSR2 e successive) includevano DriveSpace 3 e Internet Explorer 3.0.
Windows 98 incluse tutti i miglioramenti presenti in Plus per Windows 95. Il gioco Pinball non è installato di predefinito, ma incluso nel CD di Windows 98.

## Microsoft Plus! 98
Plus 98 include l’originale set di temi insieme a 18 nuovi temi per i desktop (alcuni erano basati su fumetti famosi come FoxTrot e Garfield), insieme a nuovi programmi e strumenti per Windows 98, come anche uno screensaver 3d che disegna all’infinito forme tridimensionali. Fu aggiunta una utility di pulizia per il menù start al Maintenance Wizard di Windows 98. Fu integrata nella utility pulizia disco di sistema anche una utility Cybermedia di pulizia di file non critici. Fu introdotta in questa versione l’integrazione di Windows Explorer con i file ZIP con il nome di cartelle compresse. Fanno parte di Plus 98 anche nuovi giochi, come Microsoft Golf 98 Lite (versione ridotta di Microsoft Golf 1998 Edition), Lose Your Marbles e il famoso solitario Spider. Furono inclusi anche un CD player deluxe con supporto CDDB e una versione base Express di Picture it!. Infine, Plus 98 include una versione di McAfee VirusScan 3.0, insieme a 6 mesi di aggiornamenti gratuiti.
Alcune caratteristiche di Plus 98 come le cartelle compresse e il solitario Spider furono inclusi in Windows ME e nelle successive versioni di Windows. Il cd player deluxe fu incluso in Windows 2000.